# Рашер, Майкл
Майкл Рашер (англ. Michael Rascher; род. 26 июля 1965, Эдмонтон) — канадский гребец, выступавший за сборную Канады по академической гребле в начале 1990-х годов. Чемпион летних Олимпийских игр в Барселоне, дважды серебряный призёр чемпионатов мира, победитель и призёр регат национального значения.

## Биография
Майкл Рашер родился 26 июля 1965 года в городе Эдмонтон провинции Альберта, Канада.
Заниматься академической греблей начал во время учёбы в Университете Британской Колумбии в Ванкувере, получил приглашение от тренера местной гребной команды «Тандербёрдс» — тренер посчитал его комплекцию подходящей для данного вида спорта. Также проходил подготовку на озере в Бернаби, являлся членом местного одноимённого клуба.
Попав в основной состав канадской национальной сборной, на мировых первенствах 1990 года в Тасмании и 1991 года в Вене дважды подряд становился серебряным призёром в восьмёрках.
Благодаря череде удачных выступлений удостоился права защищать честь страны на летних Олимпийских играх 1992 года в Барселоне. В программе восьмёрок в финале обошёл всех своих соперников, в том числе на 0,14 секунды опередил ближайших преследователей из Румынии, и тем самым завоевал золотую олимпийскую медаль. Вскоре по окончании этой Олимпиады принял решение завершить спортивную карьеру.
За выдающиеся спортивные достижения введён в Канадский олимпийский зал славы (1994).